# 2013 SF106
2013 SF106 est un objet transneptunien probablement en résonance 1:4 avec Neptune, il a une magnitude absolue de 4,99 avec un diamètre estimé à 379 km, c'est un candidat au titre de planète naine.